# Podopholis aciculata
Podopholis aciculata är en skalbaggsart som beskrevs av Moser 1915. Podopholis aciculata ingår i släktet Podopholis och familjen Cetoniidae. Inga underarter finns listade i Catalogue of Life.